# Нове (гміна)
Гміна Нове (пол. Gmina Nowe) — місько-сільська гміна у північній Польщі. Належить до Свецького повіту Куявсько-Поморського воєводства.
Станом на 31 грудня 2011 у гміні проживало 10805 осіб.

## Площа
Згідно з даними за 2007 рік площа гміни становила 106.36 км², у тому числі:
- орні землі: 59.00%
- ліси: 26.00%

Таким чином, площа гміни становить 7.22% площі повіту.

## Населення
Станом на 31 грудня 2011:
| Опис     | Загалом | Загалом | Чоловіки | Чоловіки | Жінки | Жінки |
| -------- | ------- | ------- | -------- | -------- | ----- | ----- |
| одиниця  | осіб    | %       | осіб     | %        | осіб  | %     |
| все      | 10805   | 100     | 5337     | 49.39    | 5468  | 50.61 |
| міське   | 6264    | 100     | 3015     | 48.13    | 3249  | 51.87 |
| сільське | 4541    | 100     | 2322     | 51.13    | 2219  | 48.87 |

## Сусідні гміни
Гміна Нове межує з такими гмінами: Драґач, Ґнев, Ґрудзьондз, Осек, Садлінкі, Сментово-Ґранічне, Варлюбе.